# Danze ungheresi
Le Danze ungheresi per pianoforte a quattro mani sono state scritte da Johannes Brahms agli inizi della sua carriera musicale (1852).

## Genesi
Era stato il padre, suonatore di contrabbasso, che gli aveva insegnato i primi rudimenti musicali e del proprio strumento.

Il giovane Johannes si ritrovò, per guadagnarsi da vivere, a suonare con piccoli complessi che si esibivano nel porto della città natale.
A questa esperienza di genti, culture e musiche eterogenee è da attribuirsi la fonte delle sue prime ispirazioni etnomusicali. In particolare grande influenza ebbe il violinista ungherese Eduard Réményi compositore di musiche zigane.
Nel 1852, il diciannovenne musicista, iniziò la composizione delle danze ungheresi per puro diletto. Il lavoro continuò sino al 1869 quando a Bonn l'editore Simrock pubblicò i primi due quaderni (senza numero d'opus) che raccoglievano le prime dieci composizioni.
Queste ebbero in tutta Europa un notevole successo e furono immediato oggetto delle più svariate trascrizioni. Fritz Simrock decise allora di pubblicare nel 1880 a Berlino il terzo ed il quarto quaderno che erano composti rispettivamente di sei e cinque danze e che esaurivano la serie.

## Origine
Nella partitura originale le danze venivano qualificate come ungheresi perché in quel tempo il folclore magiaro era del tutto sconosciuto e confuso con la musica zigana che quel popolo nomade aveva diffuso.
Le danze ungheresi sono infatti impregnate del ritmo e delle melodie zigane affrancate dal virtuosismo che veniva inserito ed inventato dagli esecutori.
Solo nel XX secolo le ricerche musicali di Zoltán Kodály e Béla Bartók chiariranno l'equivoco e riporteranno alla luce le musiche ungheresi. Le musiche originarie sono state rintracciate per quasi tutte le danze:
- La danza n. 1 ha origine nella Isteni czàrdas di Sárközy
- La danza n. 3 riprende la canzone nuziale Tolnai Lakadalmas di Rizner
- La danza n. 4 si ispira alla melodia Kalocsay Emlék
- La danza n. 5 riprende nel tema principale la melodia dell'Allegro vivo dalla ciarda Bartfai Emlék di Béla Kéler
- La danza n. 6 trae motivo da Rózsa Bokor di Adolph Nittinger
- La danza n. 8 si ispira a Luiza Czárdá di J. Franck

Non possiamo in definitiva parlare di composizioni brahmsiane ma piuttosto di adattamenti dell'autore di musiche zigane che, eliminandone le parti virtuosistiche, ne recupera la parte ritmica e melodica originaria.
Brahms, comunque, a testimonianza della sua onestà intellettuale, non diede mai regolare numero d'opera alle danze ungheresi, tuttavia, come indicano alcuni studiosi (come Cristani nel suo libro-saggio su Brahms), dalla danza n. 11 in poi cominciano ad emergere temi originali brahmsiani a discapito dell'elemento folklorico.
D'altra parte Brahms non è stato il solo a trarre spunto dal repertorio zigano: l'influenza della musica ungherese e gitana sulla musica tedesca coinvolge, per esempio, anche compositori come Josef Haydn e poi Franz Liszt che ha scritto le Rapsodie ungheresi.

## Struttura
Dal punto di vista formale la danza ha una forma tripartita: viene presentato un primo tema a cui ne segue un secondo contrastante con il primo nell'espressione e nel ritmo. Conclude ogni composizione la ripresa del primo movimento svolto in modo variato.

## Versioni per piano solo e per orchestra
Nel 1872 Brahms pubblicò le 21 danze in versione per piano solo, per eseguire le quali serve particolare dote virtuosistica. Esistono anche le versioni orchestrali (1873) di cui solo una parte (la n. 1 in Sol minore, la n. 3 in Fa maggiore e la n. 10 in Fa maggiore) sono sicuramente orchestrate da Brahms.

## Danze
- n.1 in sol minore: Allegro molto
- n.2 in re minore: Allegro non assai
- n.3 in fa maggiore: Allegretto
- n.4 in fa minore (fa♯ minore per orchestra): Poco sostenuto
- n.5 in fa♯ minore (sol minore per orchestra): Allegro
- n.6 in re♭ maggiore (re maggiore per orchestra): Vivace
- n.7 in la maggiore (fa maggiore per orchestra): Allegretto
- n.8 in la minore: Presto
- n.9 in mi minore: Allegro non troppo
- n.10 in mi maggiore (fa maggiore per orchestra): Presto
- n.11 in re minore: Poco andante
- n.12 in re minore: Presto
- n.13 in re maggiore: Andantino grazioso
- n.14 in re minore: Un poco andante
- n.15 in si♭ maggiore: Allegretto grazioso
- n.16 in fa minore: Con moto
- n.17 in fa♯ minore: Andantino
- n.18 in re maggiore: Molto vivace
- n.19 in si minore: Allegretto
- n.20 in mi minore: Poco allegretto
- n.21 in mi minore: Vivace

## Nella cultura di massa
La celebre danza n. 5 è stata utilizzata frequentemente nell'ambito della cinematografia, e più precisamente:
- nel film di Charlie Chaplin Il grande dittatore durante la scena in cui il protagonista barbiere rade un cliente a tempo di musica;
- nel film di Mel Brooks Dracula morto e contento, è utilizzata durante la scena del ballo tra il conte Vlad e Mina.
- In una scena dell'episodio 12 della stagione 22 dei Simpson, mentre Bart studia per guadagnarsi un premio dal padre, di sottofondo viene suonata parte della quinta danza ungherese.
- Il brano Berta degli Squallor riprende in alcune parti il motivo della danza ungherese n°5 e della Czardas di Vittorio Monti